# Електронска пошта
Електронска пошта (скраћено е-пошта; у устаљеном говору имејл или мејл; енгл. electronic mail, скраћено email) мрежни је сервис који омогућава слање и примање порука разноврсног садржаја користећи електронске уређаје. Једна од варијанти писања електронске поште у српском језику је и и-мејл, мада на визиткартама, позивницама и сл. није погрешно написати енглеску варијанту e-mail. Име представља аналогију традиционалној пошти, при чему поштанско сандуче замењују сервери, на којима се е-пошта „чува“ док је корисник не преузме.
Овај сервис, који је осмислио Реј Томлинсон, првобитно је ушао у ограничену употребу током 1960-их, и до средине 1970-их је попримио форму која се данас препознаје као имејл. Електронска пошта функционише преко рачунарских мрежа, што је данас пре свега интернет. Неки рани системи е-поште захтевали су да пошиљалац и прималац да буду истовремено на мрежи, попут данашњег сервиса за размену тренутних порука (енгл. instant messaging). Садашњи системи е-поште засновани су на моделу сачувај и проследи. Сервери е-поште прихватају, прослеђују, испоручују и чувају поруке. Ни корисници, нити њихови рачунари не морају да буду истовремено на мрежи; они се морају повезати само на кратко, типично на мејл сервер или вебмејл интерфејс, за колико је потребно за слање или примање порука.
Програми за рад са електронском поштом се заснивају на уређивачу текста за састављање порука, чијом применом се порука припрема за слање, механизма за слање и примање порука и читача примљених порука. Уз поруке се могу слати и датотеке. Порука се шаље примаоцу на темељу његове адресе електронске поште. Порука се може послати једном или више прималаца одједном. Послате поруке се чувају у електронском поштанском сандучету примаоца, које се налази на његовом серверу све док их не захтева за пријем на локални рачунар. Готово сви провајдери интернет услуга у својој понуди имају и сервис за електронску пошту.

Оригинално дизајнирана као комуникациони медијум који је подржавао само ASCII текст, систем интернет имејла је проширен помоћу вишенаменских проширења за електронску пошту чиме је омогућен пренос текста написаног другим сетовима знакова и дата је подршка употреби мултимедијалног садржаја. Интернационална електронска пошта, са интернационализованим имејл адресама користећи УТФ-8 је била стандардизована, али према подацима из 2017. године још увек није била широко прихваћена.
Историја модерног интернетског имејла досеже до ране АРПАНЕТ мреже, са стандардима за кодирање електронских порука објављеним још 1973. године (РФЦ 561). Порука е-поште послата раних седамдесетих година изгледа веома слично основној електронској пошти која се шаље данас. Е-мејл је имао важну улогу у креирању Интернета, а конверзија са АРПАНЕТ мреже на Интернет у раним осамдесетим годинама произвела је језгро садашњих услуга.

## Терминологија
Историјски, термин електронска пошта је генерички коришћен за било који пренос електронских докумената. На пример, неколико писаца током раних 1970-их је користило овај термин за описивање пренос докумената факсом. Стога је тешко да се нађе први навод у коме је коришћен термин е-пошта са специфичним значењем које има данас.
Електронска пошта се најчешће назива имејл или и-мејл од око 1993, мада су варијације спеловања биле у употреби:
- Е-пошта је формална скраћеница појма на српском језику која је ређе у употреби у свакодневном говору.
- имејл (енгл. email) је најчешћи облик који се користи на мрежи и захтева га организација за стандарде IETF у свом „захтеву за коментаре” (RFC) и радним групама,[11] а и све је присутнији у стилским приручницима.[12][13] Овај начин писања се јавља у већини речника.[14][15][16][17][18][19][20]
- и-мејл (енгл. e-mail) је формат који се понекад појављује у уређеној литератури објављеној на америчком и британском енглеском језику, попут података у Корпусу савременог америчког енглеског језика,[21] али се све ређе налази у стилским приручницима.[13][22]
- мејл је била фомра која је кориштена у оригиналном стандарду IANAпротокола,  524.[23] Услуга се назива мејл, и појединачни комад електронске поште се назива поруком.[24][25]
- ИМејл (енгл. EMail) је традиционална форма која је била у употреби у РФЦ документима за „адресу аутора”[24][25] и изричито је потребна „из историјских разлога”.[26]
- И-мејл (енгл. E-mail) се понекад користи, са великим словом И, попут сличних скраћеница за електронски клавир (E-piano), електричну гитару (E-guitar), атомску бомбу (A-bomb), и хидрогенску бомбу (H-bomb).[27]

## Историја
Пошта и поруке базиране на рачунарима постале су могуће са напретком рачунара са расподељеним временом током раних 1960-их, и неформалне методе коришћења размењивањем датотека ради преноса порука убрзо су проширене у прве системе поште. Већина програмера раних мејнфрејм рачунара и мини рачунара развила је сличне, али генерално некомпатибилне апликације за пошту. Током времена сложена мрежа програмских капија и система за усмеравање повезала је многе од њих. Многи амерички универзитети били су део мреже АРПАНЕТ (креиране крајем 1960-их), која је имала за циљ преносивост софтвера између својих система. Та преносивост помогла је да Једноставни протокол за пренос поште (СМТП) постепено постане широко прихваћен. Једно време крајем осамдесетих и почетком деведесетих година, изгледало је да ће преовладати власнички комерцијални систем или систем електронске поште X.400, који је био део профила за интерконекцију владиних отворених система (GOSIP). Међутим, када су крајем 1995. године окончана ограничења за преношења комерцијалног саобраћаја преко Интернета, комбинација фактора је учинила је садашња гарнитура интернетских имејл протокола, SMTP, POP3 и IMAP, постане стандард.
У октобру 1971. (мада има извора који тврде да се то догодило јула 1970) стручњак за рачунарство Реј Томлинсон је написао први програм за размену порука између два рачунара.
Томлинсон, дипломац са бостонског МИТ-а, био је у то време запослен у ББН-у (енгл. Bolt, Beranek, Newman), лабораторији у Кембриџу, у држави Масачусетс. Радећи на Диџиталовим рачунарима ПДП-10, Томлинсон је најпре направио програм који је омогућавао да корисници истог рачунара један другом остављају поруке. Међутим, како теоретичар интернета Џон Наутон пише у својој књизи „Кратка историја будућности“, „сврбели су га дланови“ па је написао и програм који текстуалне поруке размењује између два рачунара. Трансфер поруке је успео, а Томлинсон се не сећа како је прва порука гласила, чак верује да је написао нешто у смислу „тест“. Потпуно несвестан да је направио нешто што ће потпуно променити свет коју деценију касније, он ипак није издржао а да се не похвали свом колеги Џерију Бурчфилу молећи га да „не шири даље“. „Ово није оно чиме би требало да се бавимо“, рекао му је.
У то време интернет је био мрежа од неколико десетина рачунара, углавном у Сједињеним Америчким Државама, у оквиру пројекта америчке војске под именом АРПА. За надлежне није представљало мало изненађење када су две године касније утврдили да од укупног промета на мрежи чак три четвртине отпада на електронску пошту, на један такорећи нуспроизвод.
Данас је електронска пошта водећи сервис на интернету, и сматра се да је у свету користи више од пола милијарде људи, док су процене да ће је 2005. користити 1,2 милијарде. Већина порука је тривијална и највећу гужву праве рекламе сваке врсте као и поруке инициране (и инфициране) различитим вирусима.
Поред програма за размену е-поште, Реј Томлинсон је одговоран за масовну употребу знака @ (ет, познато и као „лудо а“ или „мајмунско а“). Смишљајући како да разврста примаоце порука одлучио је да њихова имена и имена рачунара на којима се налазе њихови рачуни раздвоји неким знаком интерпункције. Како је на својој тастатури имао само 12 таквих знакова на располагању, одлучио се за онај који се никада не користи у писању порука. Тај принцип адресирања користи се и дан-данас.
Развој имејла заокружен је 1975. године када је програмер по имену Џон Витал написао програм „Msg“ (од енглеског message - порука). Његов историјски допринос састоји се у генијалној идеји да у програм уврсти опцију одговарања на поруку, „Re“ (енгл. reply) које је он тада назвао „answer“ (одговор). Две године касније Тед Мајер и Остин Хендерсон избацили су протокол за преношење порука у којем су дефинисали које информације (осим текста), имејл треба да носи и од тада није било значајнијих промена у структури.

## Формат поруке
Свака порука електронске поште се састоји из заглавља и тела.
Заглавље носи, између осталог, следеће податке:
- адресу и име пошиљаоца
- адресу примаоца
- адресу сервера преко којег је порука послата као и сервера који су прослеђивали поруку на њеном путу до одредишта
- датум слања
- име програма који је коришћен за слање поруке
- адресу на коју ће се слати одговор, по назнаци самог пошиљаоца
- приоритет итд.

Свака ставка заглавља се састоји од имена ставке и вредности ставке, раздвојених двотачком. Следи пример једног дела заглавља поруке:
-{
Date: Fri, 24 Oct 2008 11:51:07 -0400
To: pera.peric@example.com
From: Ilija Ilic <i.ilic@example.com>
Reply-to: i.ilic2@example.com
Subject: Naslov poruke
X-Priority: 3
}-
Тело поруке се може састојати из више делова, у зависности од тога да ли се са текстом поруке шаљу и датотеке. Уколико се шаљу, онда се у самом заглављу поруке то може назначити помоћу ставке следећег облика:
-{
Content-Type: multipart/alternative;
boundary="b1_9c5d3f4ac4f174c9d0bbc13814d16891"

}-
Текст означен са „boundary“ се користи за раздвајање делова тела поруке (текста и датотека) и мора бити такав да се не појављује нигде друго у самом садржају.
У случајевима када се шаљу и датотеке са текстом, тада сваки засебан део тела поруке има и сопствено заглавље које додатно описује тај део.

### Датотеке
Пошто је протокол електронске поште текстуалан, односно свака порука се састоји само од знакова енглеске абецеде и ограниченог броја знакова интерпункције (види ASCII), пренос датотека је омогућен превођењем бинарног садржаја у обични текст помоћу алгоритма База 64. Употребом овог алгоритма на бинарном садржају не долази до губитка података, али се свака три бајта бинарних података преводе у четири бајта текста. На тај начин се величина датотеке која се шаље увећава за једну трећину, те је за веће датотеке боље користити протоколе који су намењени за размену датотека и подржавају компресију (FTP, HTTP итд.)

## Сигурност
Коришћење електронске поште је угрожено од стране четири појаве: бомбардовањем порукама, спамом, покушајима преузимања личних података и преношењем вируса.
Под појмом „спам“ се подразумева слање нежељених порука које служе за рекламирање одређеног производа или услуге. Пошто је слање е-поште практично бесплатно и представља врло јефтин начин рекламирања, дневно се пошаље више стотина милиона таквих порука широм света. Због оваквих порука често може доћи до загушења мреже, али и смета примаоцима који могу добијати и по више десетина таквих порука дневно.
Вируси могу долазити у различитим облицима путем електронске поште, али се циљни рачунар најчешће зарази захваљујући непажњи корисника. Порука која садржи вирус је сама по себи најчешће немоћна да направи икакву штету, али уколико корисници непажљиво отварају сваку врсту садржаја може доћи до активирања вируса. Данас је овај проблем најчешћи код корисника Мајкрософт виндоуса и његових програма за преглед поште али се, ређе, јавља и на другим оперативним системима.
Данашњи сервери за електронску пошту обично имају уграђену антивирусну и антиспам заштиту која спречава нежељене поруке да уопште дођу до сандучета примаоца и уместо њих се обично шаљу обавештења о препознатим вирусима.

## Програми за примање, слање и организацију е-поште
- Аутлук експрес: Виндоус
- Еволушон: Линукс
- Мозила тандерберд: Виндоус, Линукс, Мак ОС-X
- Еудора: Виндоус, Мак

## Апликације сервери е-поште
- Мајкрософт иксчејнџ сервер: Виндоус
- Егзим: Линукс
- Сендмејл: Линукс
- Постфикс: Линукс
- МДемон: Линукс